# Mionica
Mionica är ett samhälle i Bosnien och Hercegovina.   Det ligger i entiteten Federationen Bosnien och Hercegovina, i den nordöstra delen av landet, 110 km norr om huvudstaden Sarajevo. Mionica ligger 193 meter över havet och antalet invånare är 8 701.
Terrängen runt Mionica är platt åt nordost, men åt sydväst är den kuperad. Runt Mionica är det ganska tätbefolkat, med 124 invånare per kvadratkilometer.. Närmaste större samhälle är Gradačac, 3,3 km väster om Mionica. 
Trakten runt Mionica består till största delen av jordbruksmark.